# 토마스 창

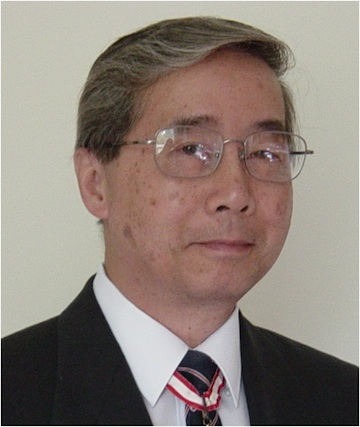

토마스 창(영어: Thomas Ming Swi Chang, 1933년 4월 8일 ~)는 캐나다의 의사, 과학자, 그리고 발명가이다. 캐나다 맥길 대학교에 재학 중이던 1957년에 세계 최초로 인공 세포를 발명하였다. 토마스 창은 학사 (1957), 석사 (1961), 그리고 박사 (1965) 학위를 모두 맥길 대학교에서 받은 뒤 동대학교의 교수로 재직하며 혈액을 대체할 수 있는 안전한 방법에 대해 연구하였다. 노벨상 후보로 2번이나 추천되었다.